# Burl Ives
Burl Icle Ivanhoe Ives (Hunt City, 14 giugno 1909 – Anacortes, 14 aprile 1995) è stato un cantautore e attore statunitense.

## Biografia
Nacque nello stato dell'Illinois da una famiglia di contadini di origine irlandese, in cui la musica era parte della vita quotidiana. Dalla nonna Katie White, Burl imparò molte ballate della tradizione popolare irlandese e britannica. All'età di quattro anni si esibì per la prima volta in pubblico durante uno spettacolo per reduci dalla prima guerra mondiale, cantando Barbara Allen. Durante le scuole medie imparò a suonare il banjo seguendo la tradizione del folk americano.
Dopo il tentativo, fallito, di diventare un giocatore di football, viaggiò attraverso vari stati, vivendo di lavori precari, sino al 1938, anno in cui si trovava a New York. Cantando con Woody Guthrie, Lee Hays, Millard Lampell e Pete Seeger, qui venne ingaggiato per varie apparizioni in teatro e fu successivamente messo sotto contratto dalla CBS per presentare Wayfaring Strangers, un programma radiofonico di canzoni tradizionali.
Dopo aver prestato servizio militare per diciotto mesi, debuttò nel cinema interpretando la parte del cow boy cantante Smoky nel film Il vendicatore silenzioso (1946). Nel 1950, la sua versione della ballata popolare Lavender Blue, proposta nel film Tanto caro al mio cuore fu candidata all'Oscar alla miglior canzone.
La sua carriera cinematografica subì una battuta d'arresto durante il Maccartismo, quando Ives fu accusato di appartenere al Partito Comunista. L'attore dovette difendersi dal fatto di aver frequentato artisti quali Pete Seeger e Woody Guthrie, ma accettò di collaborare con la Commissione per le attività antiamericane e poté riprendere il lavoro.
Nel 1954 ritornò sui palcoscenici di Broadway per interpretare il capitano Andy in una delle riedizioni della commedia musicale Show Boat di Jerome Kern, e nel 1955 per interpretare Big Daddy nel lavoro di Tennessee Williams La gatta sul tetto che scotta. Nel 1958 portò lo stesso ruolo nell'omonima versione cinematografica diretta da Richard Brooks. Nel 1959 vinse il premio Oscar al miglior attore non protagonista per l'interpretazione del capo Ranch Rufus Hannassey in Il grande paese di William Wyler.
Dal 1960, Ives iniziò ad incidere dischi per la Decca arrivando a pubblicare oltre 30 album; successivamente passò alla Columbia con la quale registrò altri 10 album. Fino al suo ritiro ha inciso inoltre per la United Artists e per la MCA Records. Per l'Enciclopedia Britannica, Ives registrò sei raccolte di canzoni per una serie dedicata alla storia della musica popolare.
Oltre alla radio e al cinema, Ives si esibì anche in televisione, nel programma natalizio Rudolph with the Red Nose. Le repliche annuali di questo programma lo hanno legato, nella memoria collettiva, alle festività natalizie. In seguito Ives interpretò la parte del protagonista nella serie The Bold Ones: The Lawyers e una parte nella miniserie Radici (1977). Nel 1989 si ritirò dalle scene, pur continuando ad esibirsi in spettacoli benefici; morì a 85 anni, nel 1995, per un cancro della bocca. Massone, raggiunse il 33º ed ultimo grado del Rito scozzese antico ed accettato.

## Filmografia

### Cinema
- Il vendicatore silenzioso (Smoky), regia di Louis King (1946)
- I verdi pascoli del Wyoming (Green Grass of Wyoming), regia di Louis King (1948)
- La città della paura (Station West), regia di Sidney Lanfield (1948)
- Tanto caro al mio cuore (So Dear to My Heart), regia di Harold D. Schuster (1948)
- Sierra, regia di Alfred E. Green (1950)
- La valle dell'Eden (East of Eden), regia di Elia Kazan (1955)
- I filibustieri della finanza (The Power and the Prize), regia di Henry Koster (1956)
- Desiderio sotto gli olmi (Desire Under the Elms), regia di Delbert Mann (1958)
- Il paradiso dei barbari (Wind Across the Everglades), regia di Nicholas Ray (1958)
- La gatta sul tetto che scotta (Cat on a Hot Tin Roof), regia di Richard Brooks (1958)
- Il grande paese (The Big Country), regia di William Wyler (1958)
- La notte senza legge (Day of the Outlaw), regia di André De Toth (1959)
- Il nostro agente all'Avana (Our Man in Havana), regia di Carol Reed (1959)
- Che nessuno scriva il mio epitaffio (Let No Man Write My Epitaph), regia di Philip Leacock (1960)
- La strada a spirale (The Spiral Road), regia di Robert Mulligan (1962)
- Magia d'estate (Summer Magic), regia di James Neilson (1963)
- La più allegra avventura (The Brass Bottle), regia di Harry Keller (1964)
- Una nave tutta matta (Ensign Pulver), regia di Joshua Logan (1964)
- Quei fantastici pazzi volanti (Rocket to the Moon), regia di Don Sharp (1967)
- L'ultimo tramonto sulla terra dei Mc Masters (The McMasters), regia di Alf Kjellin (1970)
- I misteri delle Bermude (The Bermuda Dephts), regia di Tom Kotani (1978)
- Le nuove avventure di Heidi (The New Adventures of Heidi), regia di Ralph Senensky (1979) - film tv
- Prigionieri della Terra (Earthbound), regia di James L. Conway (1981)
- Cane bianco (White Dog), regia di Samuel Fuller (1982)
- L'avventura degli Ewoks (The Ewok Adventure), regia di John Korty (1983) - film tv
- Congiunzione di due lune (Two Moon Junction), regia di Zalman King (1988)

### Televisione
- General Electric Theater – serie TV, episodi 5x07-8x12 (1956-1959)
- The Bold Ones: The Lawyers – serie TV, 27 episodi (1969-1972)
- Capitani e Re (Captains and the Kings) – miniserie TV (1976)
- La casa nella prateria (Little House on the Prairie) – serie TV, episodio 3x10 (1976)
- Radici (Roots) – miniserie TV (1977)

## Doppiatori italiani
- Giorgio Capecchi in Desiderio sotto gli olmi, Il paradiso dei barbari, Il grande paese, La notte senza legge, Il nostro agente all'Avana, Magia d'estate (dialoghi)
- Carlo Romano in La città della paura (dialoghi), Sierra, La strada a spirale
- Riccardo Billi in La città della paura (canto)
- Olinto Cristina in La valle dell'Eden
- Mario Besesti in I filibustieri della finanza
- Luigi Pavese in La gatta sul tetto che scotta
- Alberto Rabagliati in Magia d'estate (canto)
- Leonardo Severini in Una nave tutta matta
- Corrado Gaipa in L'ultimo tramonto sulla terra dei Mc Masters
- Manlio Busoni in Radici
- Giorgio Piazza in Congiunzione di due lune
- Alessandro Rossi in Tanto caro al mio cuore (doppiaggio tardivo)

## Riconoscimenti
Premi Oscar 1959 – oscar al miglior attore non protagonista per Il grande paese